# 5-Cent-Münze (Vereinigte Staaten)

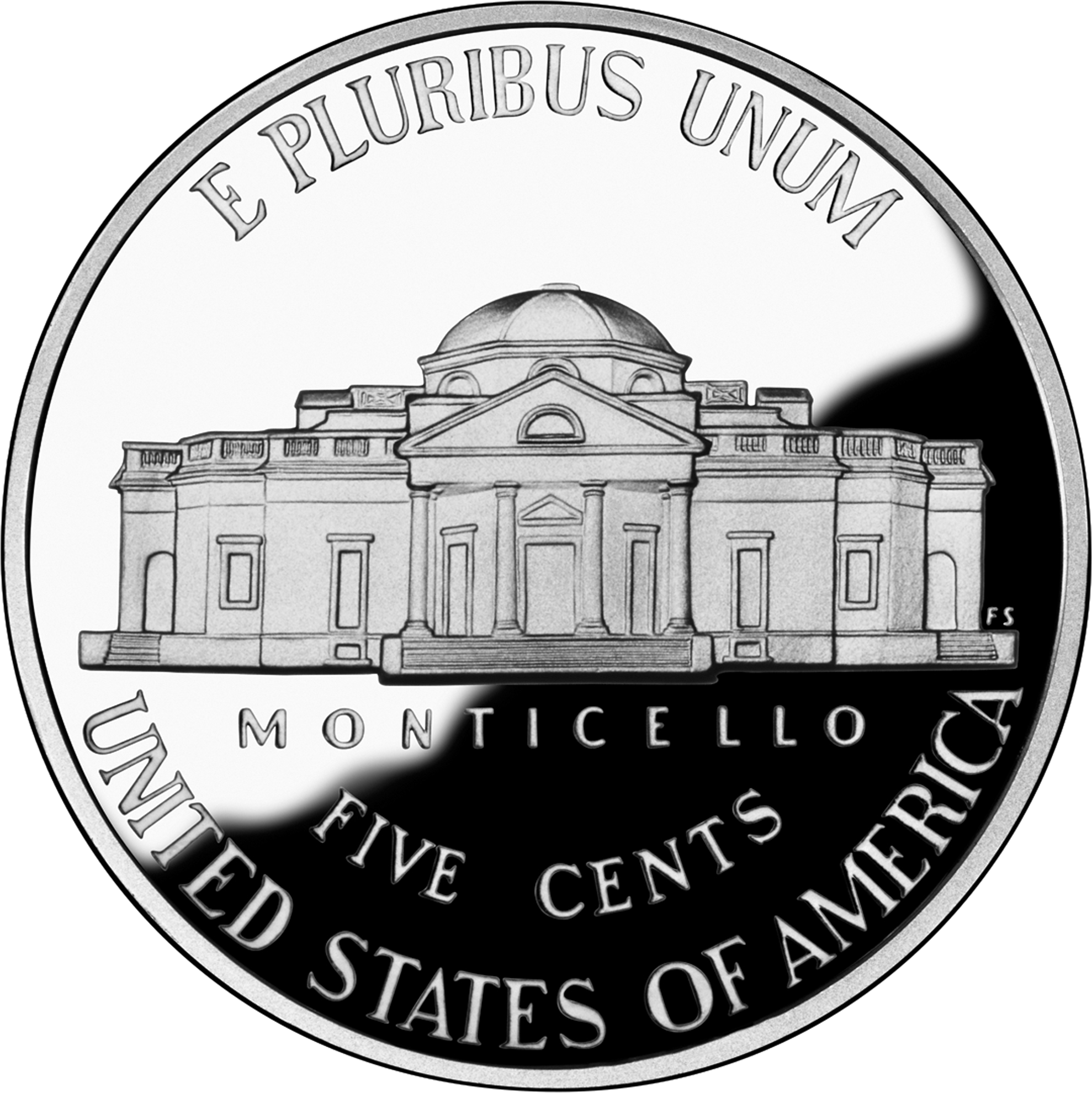
Nickel, Rückseite

Das Fünf-Cent-Stück ist eine Münze der Vereinigten Staaten. Sein Wert entspricht einem Zwanzigstel US-Dollar. Die seit 1866 aus unedlem Metall (Kupfernickel) geprägte Münze hat den Übernamen Nickel bekommen, der sich als allgemein gebräuchliche Bezeichnung durchgesetzt hat. Von 1794 bis 1873 wurde zudem eine Half Dime genannte Silbermünze geprägt. Seit 1938 ist auf der Vorderseite der Münze das Porträt von Thomas Jefferson, dem dritten US-Präsidenten, abgebildet und auf der Rückseite (mit einer kurzen Unterbrechung 2004/05) sein Landsitz Monticello.

## Half Dime
1792 wurde mit dem Coinage Act of 1792 die gesetzliche Grundlage zur Prägung von US-Münzen gelegt. Darin waren unter anderem ein „Disme“ (Zehnteldollar, heute Dime genannt) und ein „Half Disme“ vorgesehen. In diesem Jahr wurden allerdings nur Probeprägungen hergestellt.
Die ersten Half Dimes für den Umlauf wurden 1795 geprägt. Die frühen Ausgaben zeigten alle auf der Vorderseite die Liberty und auf der Rückseite einen Weißkopfseeadler. Nach der Gestaltung des Liberty-Porträts werden diese Typen „Flowing Hair Half Dime“ (1794–1795), „Draped Bust Half Dime“ (1796–1805) und „Capped Bust Half Dime“ (oder „Liberty Cap Half Dime“, 1829–1837) genannt. Sie trugen keine Wertangabe, mit Ausnahme des „Capped Bust Half Dime“, auf dem die Inschrift „5 C.“ stand.
Der „Seated Liberty Half Dime“ (1837–1873) zeigte eine sitzende Liberty auf der Vorderseite und die umkränzte Wertangabe „Half Dime“ auf der Rückseite. Nach der Einführung der 5-Cent-Münze aus Kupfernickel im Jahre 1865 wurde der silberne Half Dime noch eine Weile weitergeprägt, 1873 aber schließlich eingestellt.
Der Half Dime wurde aus 900/1000 reinem Silber geprägt und wog anfänglich 1,34 Gramm. 1853 wurde das Gewicht auf 1,24 Gramm reduziert.

## Shield Nickel (1866–1883)

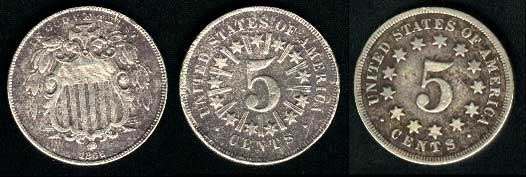
Shield Nickels mit und ohne Strahlen

Der Amerikanische Bürgerkrieg führte zu einer Silberverknappung, so dass man nach einem neuen Münzmetall für das 5-Cent-Stück suchte. Man entschied sich für eine Kupfernickel-Legierung, wozu unter anderem das Lobbying des Nickel-Magnaten Joseph Wharton beitrug.
Die Bezeichnung „Nickel“ wurde anfänglich nicht spezifisch für das 5-Cent-Stück verwendet, sondern auch für andere Münzen, die im 19. Jahrhundert zeitweilig aus Kupfernickel geprägt wurden, nämlich das 1-Cent-Stück (1859–1864) und das 3-Cent-Stück (1865–1889). Als diese verschwanden, blieb der Name am 5-Cent-Stück haften und wird heute ausschließlich für dieses verwendet, obwohl 1965 auch beim Dime und beim Vierteldollar sowie 1971 beim Halbdollar und beim Dollar von Silber nach Kupfernickel umgestellt wurde.
Der „Shield Nickel“ wurde von James B. Longacre entworfen. Er zeigt auf der Vorderseite ein Wappenschild und auf der Rückseite die Wertziffer von 13 Sternen umgeben. Bei der Ausgabe von 1866 und einem Teil der Ausgabe von 1867 befanden sich zwischen den Sternen zusätzlich noch Strahlen.

## Liberty Head Nickel (1883–1913)

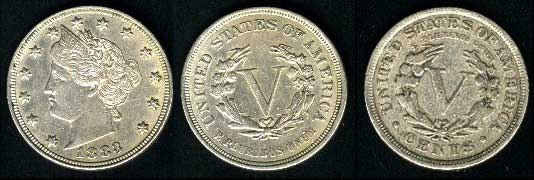
V-Nickel mit und ohne „Cents“

Der „Liberty Head Nickel“ (wegen der als römische Ziffer dargestellten Wertangabe auch „V-Nickel“ genannt) wurde offiziell von 1883 bis 1912 geprägt. In der Münzstätte von Philadelphia wurde allerdings 1913 ohne Autorisierung eine unbekannte Menge dieser V-Nickels geprägt. Davon sind heute noch fünf Exemplare bekannt, die zu den wertvollsten Münzen überhaupt gehören. Ein Exemplar wurde 2005 für 4,15 Millionen US-Dollar verkauft.

## Buffalo Nickel (1913–1938)

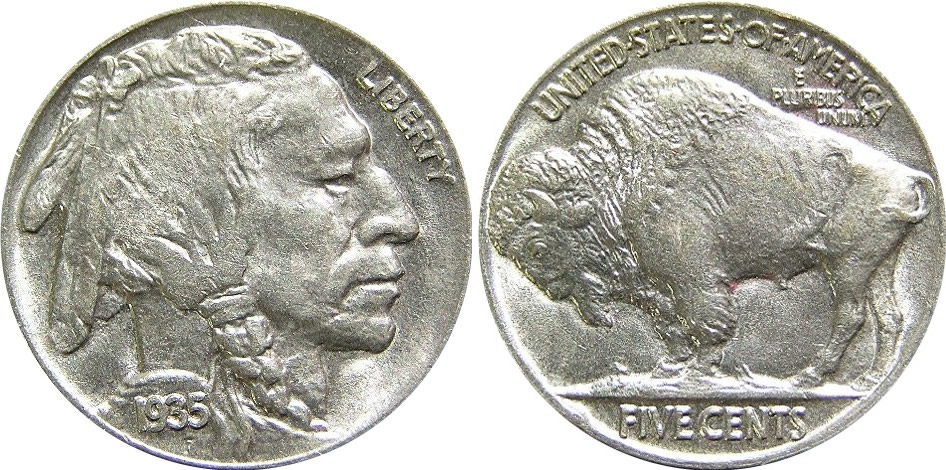
Buffalo Nickel

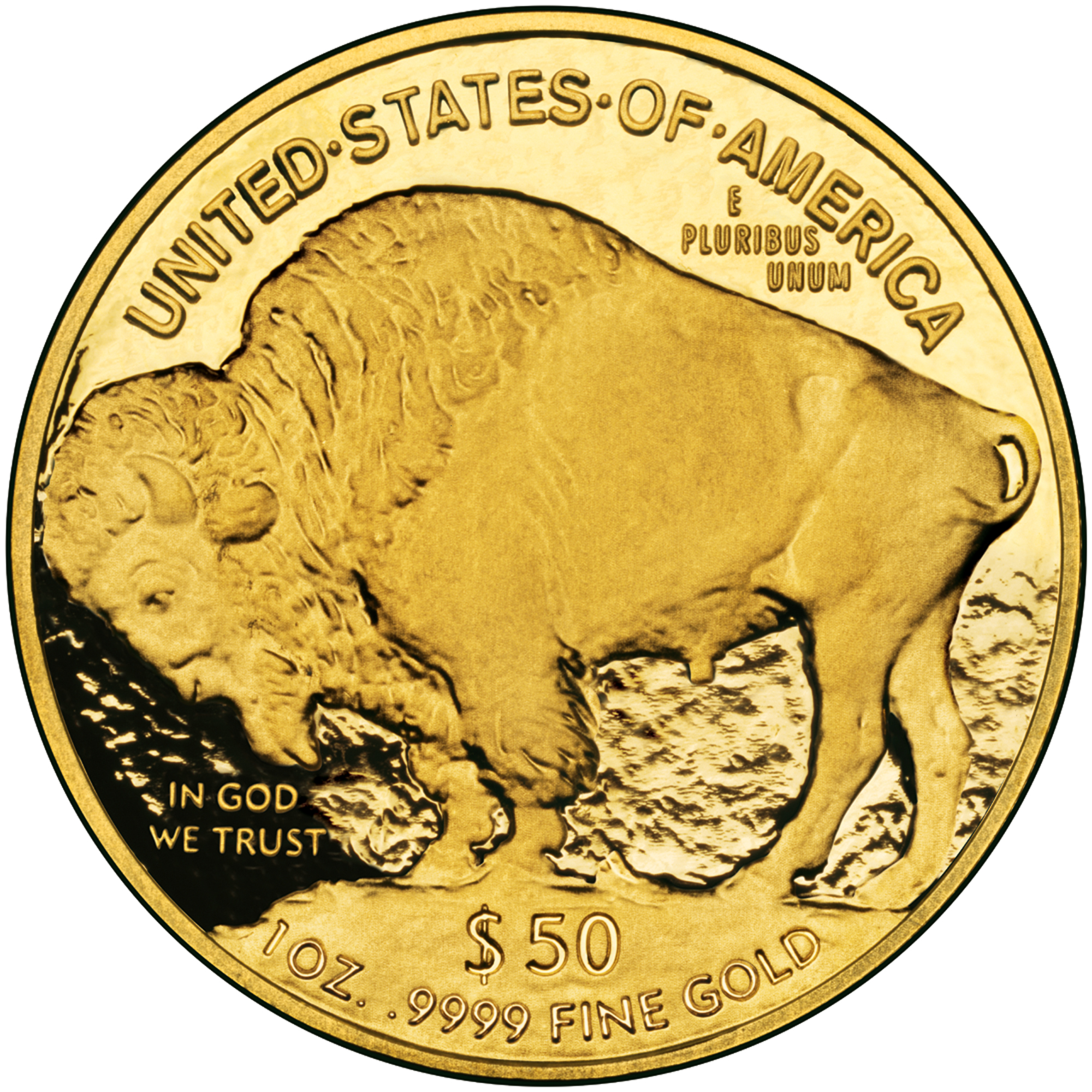
Die Goldanlagemünze American Buffalo griff 2006 die Motive des Buffalo Nickels wieder auf

Der „Buffalo Nickel“ oder „Indian Head Nickel“ genannte Typ wurde von 1913 bis 1938 geprägt. Er wurde von James Earle Fraser gestaltet und zeigt auf der Vorderseite einen Indianer im Profil sowie auf der Rückseite einen Amerikanischen Bison. Noch im ersten Ausgabejahr musste das Design geändert werden. Der Bison stand auf leicht gewölbtem Grund, aus dem die Wertangabe „Five Cents“ herausragte und schnell abnutzte. Auf den neueren Ausgaben steht die Wertangabe weniger stark hervorstehend unterhalb einer geraden Linie. Eine bekannte und bei Sammlern gesuchte Abart dieser Münze ist der „dreibeinige Bison“ von 1937. Ein Defekt am Stempel wurde durch Polieren beseitigt, was dazu führte, dass fast das ganze rechte Vorderbein verschwand. Avers- und Reversmotiv werden seit 2006 auch für die 50-Dollar-Anlagegoldmünze American Buffalo verwendet.

## Jefferson Nickel (1938–)
Der ab 1938 geprägte „Jefferson Nickel“ wurde von Felix Schlag entworfen. Er zeigt auf der Vorderseite Thomas Jefferson, während auf der Rückseite Monticello, der Landsitz Jeffersons in Virginia, abgebildet ist. Das Vorderseitendesign von Schlag, welches Jefferson im Profil zeigt, wurde bis 2004 verwendet. 2005 wurde ein neues Porträt verwendet, welches schon im nächsten Jahr durch das heutige Design, auf welchem Jefferson nach vorne blickt, abgelöst wurde.

### Wartime Nickel

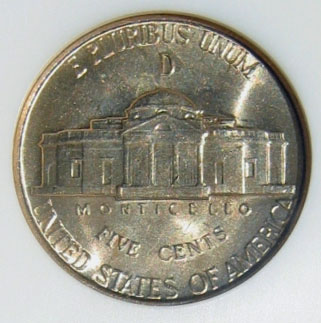
„Wartime Nickel“ mit Münzzeichen D

Von Mitte 1942 bis 1945 wurde die 5-Cent-Münze in veränderter Zusammensetzung (56 % Kupfer, 35 % Silber und 9 % Mangan) hergestellt, da Nickel für die Kriegsindustrie bedeutsam war. Zudem wurde das Münzzeichen oberhalb des Gebäudes statt wie vorher rechts daneben platziert.

### Westward Journey Nickels
Die US-Mint plante, für 2003 ein neues Design für den Nickel einzuführen. Von Gesetzes wegen war sie dazu ermächtigt, wenn eine Münze seit 25 Jahren nicht mehr geändert worden war. Das neue Design sollte aus Anlass der 200-jährigen Jubiläen des Louisiana Purchase (2003) und der Lewis-und-Clark-Expedition (2004) die Erschließung des amerikanischen Territoriums nach Westen zum Thema haben. Es gab jedoch politische Opposition dagegen, weil damit Monticello von der Münze verschwunden wäre und weil das vorgeschlagene Design (ein Indianer und ein Weißkopfseeadler, die nach Westen blicken) zu wenig auf die Jubiläen Bezug nahm. Der Kongressabgeordnete Eric Cantor aus Virginia (wo Monticello liegt) brachte ein Gesetz ein, das vorschrieb, dass Monticello ab 2006 wieder auf den Münzen abgebildet sein muss und dass die US-Mint künftig nicht mehr ohne Zustimmung des Kongresses die Münzbilder verändern darf. Dadurch verzögerte sich die Neugestaltung und konnte nicht mehr 2003 durchgeführt werden. Nachdem das Gesetz verabschiedet wurde, präsentierte die Münzstätte je zwei neue Designs für 2004 und 2005.

#### Ausgaben von 2004
Die erste Ausgabe von 2004 erinnert an den Louisiana Purchase und zeigt auf der Rückseite einen Handschlag sowie übereinandergekreuzt einen Tomahawk und eine Friedenspfeife, ein Motiv, das von einer zeitgenössischen Friedenspfeife übernommen wurde.
Die zweite Ausgabe erinnert an die Lewis-und-Clark-Expedition und zeigt das Keelboat, in dem Lewis und Clark unterwegs waren.

#### Ausgaben von 2005
Für die beiden Ausgaben von 2005 wurde nicht nur die Rückseite, sondern auch die Vorderseite geändert. Sie zeigt nun ein Profilbild von Jefferson, das die ganze linke Hälfte der Münze ausfüllt. Das Wort „Liberty“ ist in der Handschrift Jeffersons dargestellt.
Auf der Rückseite der ersten Ausgabe ist, wie schon auf den Nickels von 1913–1938, ein Bison zu sehen.
Die zweite Ausgabe hat wiederum die Lewis-und-Clark-Expedition zum Thema. Das Rückseitenmotiv zeigt die Pazifikküste mit der Inschrift „Ocean in view! O! The Joy!“. Diese Worte sind einem Tagebucheintrag von William Clark entnommen, der dies niederschrieb, als die Expedition den Pazifischen Ozean erreichte.

### Neues Porträt von Jefferson (2006–)
Seit 2006 ist auf der Rückseite wieder das Monticello-Motiv von Felix Schlag zu sehen. Der Stempel wurde nachbearbeitet, so dass das Münzbild schärfer ist und mehr Details zu sehen sind. Die Vorderseite wurde neu gestaltet. Sie zeigt Jefferson nun nach vorne blickend. Sie wurde von Jamie Franki entworfen, wobei das Porträt auf einem Gemälde von Rembrandt Peale basiert.

## Technische Daten
Die Münze besteht aus einer Kupfernickel-Legierung mit Gewichtsanteilen von 75 % Kupfer und 25 % Nickel. Sie ist exakt 5 Gramm schwer. Der Durchmesser beträgt 21,21 Millimeter und die Dicke 1,95 Millimeter. Der Rand ist glatt.
Steigende Metallpreise ab 2006 führten dazu, dass der Metallwert eines Nickels seinen Nennwert überstieg. Um zu verhindern, dass Münzen eingeschmolzen werden, erließ die US-Mint Regeln, die es verbieten, Cent- und Fünf-Cent-Stücke einzuschmelzen oder in großen Mengen zu exportieren.